# Alexander Blessin
Alexander Matthias Blessin (28 mei 1973, Bad Cannstatt) is een Duits voetbaltrainer en voormalig voetballer.

## Trainerscarrière

### RB Leipzig
Na zijn spelersafscheid werd Blessin jeugdtrainer bij RB Leipzig. Hij begon er als assistent-trainer van de U17 en groeide met de jaren door. In het seizoen 2019/20 nam hij met de U19 van de club deel aan de UEFA Youth League. Met onder andere Frederik Jäkel en Linus Zimmer eindigde Leipzig in een groep met SL Benfica, Olympique Lyon en Zenit Sint-Petersburg derde, nadat het net als hekkensluiter Zenit Sint-Petersburg 4 op 18 sprokkelde.

### KV Oostende
In juni 2020 werd hij trainer van de Belgische eersteklasser KV Oostende. De kustclub had toen net een turbulent seizoen achter de rug: het voerde twee trainerswissels door en stond slechts twee punten boven de hekkensluiter toen de competitie na 29 speeldagen vroegtijdig werd afgesloten vanwege de coronacrisis. Bovendien werd de club in 2020 ook overgenomen door de Pacific Media Group. De nieuwe eigenaars wilden graag spectaculair voetbal zien in Oostende, met pressing op heel het veld zoals de nieuwe Duitse school het voorschrijft. Zo kwam de kustclub bij Blessin uit.
Met jonge, vaak weinig ervaren spelers als Maxime D'Arpino, Théo Ndicka, Marko Kvasina, Makhtar Gueye, Jack Hendry en Arthur Theate – die op Theate na allemaal gerekruteerd werden via data – maakte Blessin een prima start bij KV Oostende. De club startte het seizoen weliswaar met een 0 op 6 tegen Beerschot VA en Sporting Charleroi en kon zelfs pas op de vijfde speeldag voor het eerst winnen, maar uiteindelijk klom KV Oostende langzaam maar zeker op in het klassement. De kustclub bleef lang in de running voor een ticket voor de Champions' play-offs, maar bleef uiteindelijk steken op een vijfde plaats in de reguliere competitie. In de Europe play-offs greep KV Oostende naast een Europees ticket, maar desondanks werd Blessin op de Pro League Awards 2021 uitgeroepen tot Trainer van het Jaar.
In september 2021 verlengde Blessin zijn contract bij KV Oostende tot 2024.

### Genoa CFC
Genoa betaalde begin januari 2022 een transferbedrag van ongeveer 2 miljoen aan Oostende voor Blessin. Blessin kon er niet voor zorgen dat Genoa zich kon handhaven in de Serie A waar ze 19e eindigden. Het volgende seizoen in de Serie B kwam er geen verbetering en Blessin werd op 6 december 2022 ontslagen bij Genoa, hij werd vervangen door interim-coach Alberto Gilardino.

### Union Sint-Gillis
Begin juli 2023 tekende Blessin een contract voor twee seizoenen bij Union als T1. Op 9 mei 2024 won de club onder zijn hoede de Beker van België.

### Sankt Pauli
Na het seizoen 2023/24 promoveerde St. Pauli naar de Duitse eerste klasse, maar hun trainer Fabian Hürzeler vertrok naar het Engelse Brighton. Eind juni 2024 trok de club Blessin aan als zijn vervanger, die wel nog tot medio 2025 bij Union Sint-Gillis onder contract stond. Naar verluidt betaalde de promovendus ruim 700.000 euro om hem vrij te kopen.

## Erelijst als trainer
| Beker van België | 1× | 2023/24 |

## Trivia
- Blessin werkte in het verleden onder andere als politie- en verzekeringsagent.[13]